# احمدون (راس تابودة)
احمدون هي إحدى مشيخات المملكة المغربية، تتبع جغرافيا لإقليم صفرو وإداريًا لراس تابودة. يقدر عدد سكانها بـ 6516 نسمة حسب الإحصاء الرسمي للسكان والسكنى لسنة 2004.